# 莫拉莱斯德雷
莫拉莱斯德雷，是西班牙卡斯蒂利亚-莱昂萨莫拉省的一个市镇。 总面积20平方公里，总人口729人（2001年），人口密度36人/平方公里。